# Расширенные вокальные техники
Вокал особенно богат возможностью использования расширенных техник исполнения. Такие альтернативные подходы к пению широко применялись на протяжении двадцатого века, особенно в опере и так называемом art song. К самым известным и ярким примерам использования расширенных вокальных техник можно отнести в том числе произведения Лучано Берио, Джона Кейджа, Джорджа Крама, Питера Максвелла Дейвиса, Ханса Вернера Хенце, Дьёрдя Лигети, Деметрио Стратоса, Мередит Монк, Джачинто Шельси, Арнольда Шёнберга, Сальваторе Шаррино, Карлхайнца Штокхаузена, Ави Каплана и Тревора Вишарта.

## Тембральные методы

### Речитатив
Проговаривание исполнителем текста используется очень часто. Также для обозначения речитатива иногда используется термин parlando.

### Шпрехгезанг
Комбинация пения и речитатива. Обычно связывается с именем Арнольда Шёнберга (в частности, с Pierrot Lunaire, на всём протяжении которого используется Sprechgesang) и Второй венской школой. Шёнберг в нотации помечал шпрехгезанг крестом на ножке ноты, что означает «приблизительный тон». В современной нотации «sprechgesang» зачастую просто выписывают над нотами.

### Фальцет
Вокальный метод, который позволяет исполнителям петь ноты, выходящие за верхний предел их обычного вокального диапазона.

### Вокальноетремоло
Выполняется посредством быстрого пульсирующего выдыхания воздуха из лёгких вокалиста во время исполнения определённого тона. Обычно имеется в виду частота «импульсов» от 4 до 8 раз в секунду.

### Вокальнаятрель
Достигается путём добавления вибрато во время исполнения тремоло.

### Вдыхание
Пение и речитатив могут производиться не только на выдохе, но и на вдохе. Получается «искажённый» звук. Зачастую применяется для достижения комического эффекта.

### Йодль
Пение йодлем достигается путём резкого переключения между грудным и головным регистров вокалиста.

### Скриминг
Достигается расщеплением ложных голосовых связок.

### Аудио
- Vox Humana: Alfred Wolfsohn’s Experiments in Extension of Human Vocal Range (Folkways Records, 1956)
- Глоссарий расширенных вокальных техник (eng) (недоступная ссылка)